# فنی چارلز دیلن
فنی چارلز دیلن (انگلیسی: Fannie Charles Dillon؛ ۱۶ مارس ۱۸۸۱ – ۲۱ فوریه ۱۹۴۷) یک آهنگساز، مدرس موسیقی و نوازنده پیانو اهل ایالات متحده آمریکا بود.
او از شاگردان روبین گلدمارک و لئوپولد گودوفسکی در برلین بود.